# Дубрава

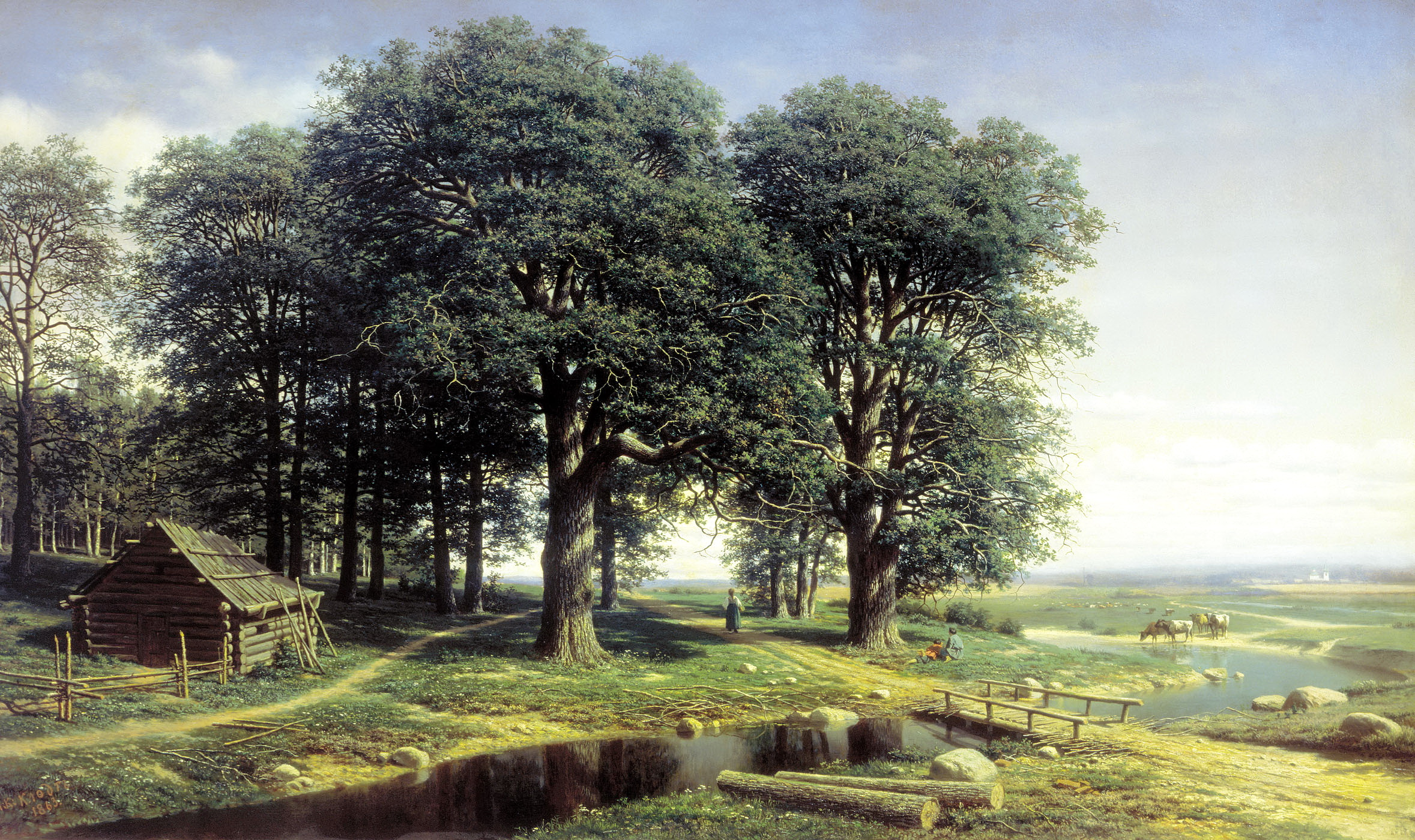
Дубовая роща, Михаил Клодт, 1863

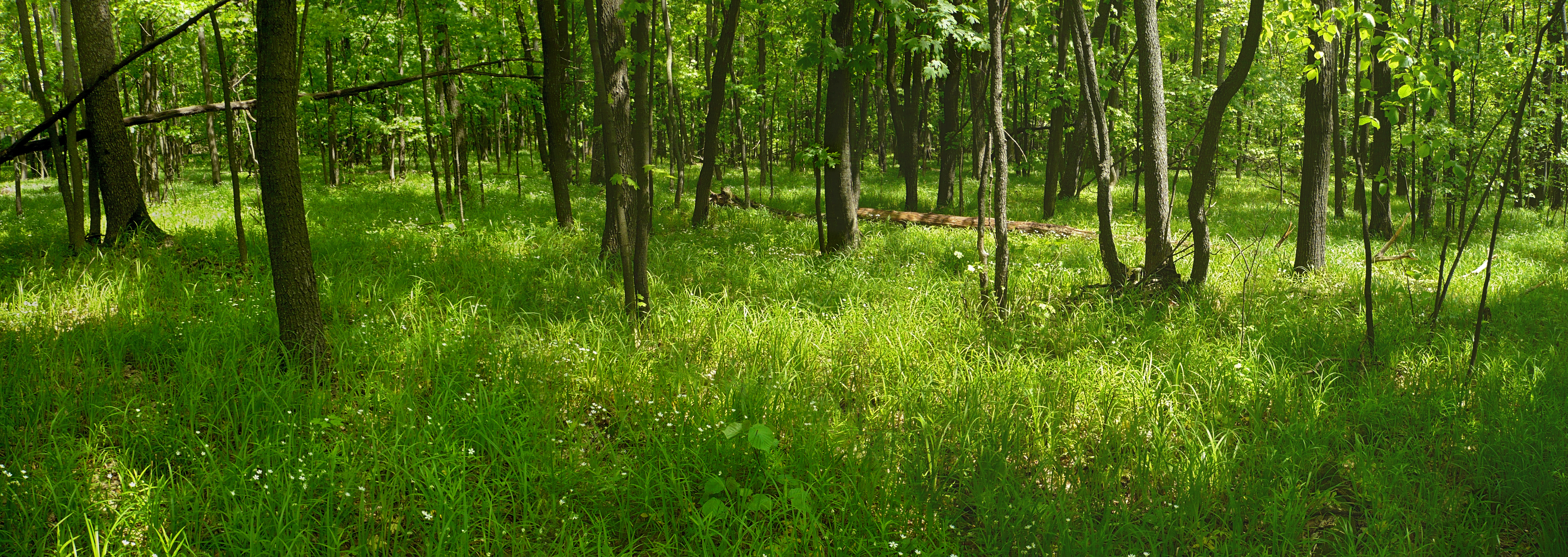
Дубрава в урочище Дворове (Белгородская область)

Дубра́ва (вариант — дуброва) — равнинный лес с преобладанием дубовых деревьев. Существует и другое, менее распространённое  определение — чистые лесные насаждения, состоящие из какой-либо преобладающей древесной породы (как лиственной, так и хвойной), по которой они могут и называться, например: берёзовая дубрава (березняк) и т. д. Однако второе определение в повседневной жизни людей практически не употребляется.
Термин «дубрава/дуброва» имеет древнее славянское происхождение, слово «дуб» близко к древнему слову «древо», обозначающего «дерево вообще», широко представлен в славянской топонимике. Известно множество населённых пунктов, урочищ и др., в названии которых присутствует слово «дубрава/дуброва»: Дубрава, Дуброва, Дубравка, Дубровка, Дубровицы, Дубровина, Дубровня, Дубровное, Дубровник, Дубравица и прочее.
Дубравы — в отличие от чащи и бурелома — имеют достаточную освещённость, пригодны для сбора грибов, ягод.
Термин дубрава более широко употребляется в узком смысле для обозначения лесных насаждений, в которых основной древесной породой является дуб (дубовый лес; дубняк).